# 기원전 37세기
기원전 37세기는 기원전 3700년부터 기원전 3601년까지를 말한다.

## 사건
- 잉글랜드 남부에서 기원전 3700년경을 전후하여 거석기념물 건설이 빠르게 확산됨.[1]
- 메소포타미아 남부 우루크에서 상업 활동에 사용된 것으로 보이는 이 시기의 토큰이 발견됨.[2]
- 기원전 3700년경을 전후하여 현재의 러시아 남부인 코카서스 지방에서 청동기 문화인 마이코프 문화가 시작됨.
- 인더스 문명의 유적지 중 하나인 로탈 유적이 건설됨.

## 년대와 년도
| 기원전 3700년대 | 전3709 | 전3708 | 전3707 | 전3706 | 전3705 | 전3704 | 전3703 | 전3702 | 전3701 | 전3700 |
| 기원전 3690년대 | 전3699 | 전3698 | 전3697 | 전3696 | 전3695 | 전3694 | 전3693 | 전3692 | 전3691 | 전3690 |
| 기원전 3680년대 | 전3689 | 전3688 | 전3687 | 전3686 | 전3685 | 전3684 | 전3683 | 전3682 | 전3681 | 전3680 |
| 기원전 3670년대 | 전3679 | 전3678 | 전3677 | 전3676 | 전3675 | 전3674 | 전3673 | 전3672 | 전3671 | 전3670 |
| 기원전 3660년대 | 전3669 | 전3668 | 전3667 | 전3666 | 전3665 | 전3664 | 전3663 | 전3662 | 전3661 | 전3660 |
| 기원전 3650년대 | 전3659 | 전3658 | 전3657 | 전3656 | 전3655 | 전3654 | 전3653 | 전3652 | 전3651 | 전3650 |
| 기원전 3640년대 | 전3649 | 전3648 | 전3647 | 전3646 | 전3645 | 전3644 | 전3643 | 전3642 | 전3641 | 전3640 |
| 기원전 3630년대 | 전3639 | 전3638 | 전3637 | 전3636 | 전3635 | 전3634 | 전3633 | 전3632 | 전3631 | 전3630 |
| 기원전 3620년대 | 전3629 | 전3628 | 전3627 | 전3626 | 전3625 | 전3624 | 전3623 | 전3622 | 전3621 | 전3620 |
| 기원전 3610년대 | 전3619 | 전3618 | 전3617 | 전3616 | 전3615 | 전3614 | 전3613 | 전3612 | 전3611 | 전3610 |
| 기원전 3600년대 | 전3609 | 전3608 | 전3607 | 전3606 | 전3605 | 전3604 | 전3603 | 전3602 | 전3601 | 전3600 |
| 기원전 3590년대 | 전3599 | 전3598 | 전3597 | 전3596 | 전3595 | 전3594 | 전3593 | 전3592 | 전3591 | 전3590 |